# Peng Zhen
Peng Zhen (cinese semplificato: 彭真; pinyin: Péng Zhēn; Wade-Giles: P'eng Chen) (Houma, 12 ottobre 1902 – Pechino, 26 aprile 1997) è stato un politico cinese, ex sindaco di Pechino e presidente dell'Assemblea nazionale del popolo.

## Biografia
Peng entrò nel Partito Comunista Cinese nel 1923 e fu tra i fondatori del comitato provinciale dello Shanxi. Nel 1929 fu arrestato dal Guomindang, ma rilasciato nel 1935 per partecipare alla lotta contro i giapponesi, che avevano invaso la Cina. Divenne in questo periodo direttore del dipartimento organizzativo dell'ufficio del PCC per la Cina settentrionale. Nel 1945 entrò nel Comitato centrale del Partito Comunista Cinese e nel suo Ufficio politico.
Dal 1948, Peng fu segretario del Comitato di Pechino del PCC, da cui controllò effettivamente la vita politica della capitale; nel 1951 ne fu anche eletto sindaco. Dal 1949 al 1954 fu anche direttore del Dipartimento Centrale d'Organizzazione del Partito. Dal 1956 fu membro della Segreteria del PCC. Nel febbraio 1966, ai primi albori della Rivoluzione Culturale, Peng fece parte del cosiddetto "gruppo dei cinque" del Comitato Centrale, incaricato di redigere i primi documenti per il lancio della Rivoluzione.
Il documento redatto dal gruppo fu però considerato in contrasto con le idee di Mao Zedong, in particolare poiché non riconosceva il carattere di classe della letteratura e dell'arte, per i maoisti fondamentale. Così in maggio Peng venne destituito dai suoi incarichi. Nell'aprile del 1967, Peng ricevette ampie critiche dalle Guardie Rosse. Peng scomparve dalla scena politica fino al 1979, quando fu riabilitato da Deng Xiaoping e nominato membro del Comitato Centrale e dell'Ufficio Politico. Nel 1980 venne nominato segretario della neonata Commissione Politica e Legislativa Centrale.
Dal 1983 fu presidente del Assemblea nazionale del popolo e verso la fine degli anni Ottanta si ritirò dalla politica: nel 1987 lasciò il Comitato Centrale del Partito e nel 1988 la presidenza dell'Assemblea.
Riguardo alla protesta di piazza Tiananmen del 1989, Zhen non partecipò direttamente all'assemblea del 2 giugno 1989 ma, come quasi tutti gli altri anziani del Partito, sostenne la rimozione dei riformisti Hu Yaobang e Zhao Ziyang e anche la repressione violenta della protesta pro-democratica. Peng Zhen morì il 26 aprile 1997. 
È considerato uno degli otto anziani del Partito Comunista Cinese.